# Східний вітер 3: Спадщина Ори
Східний вітер 3: Спадщина Ори (нім. Ostwind — Aufbruch nach Ora) — німецький художній фільм 2017 року режисера Каті фон Гарньє. Фільм є продовженням стрічок «Східний вітер» (2013) та «Східний вітер 2» (2015), знятих за мотивами однойменного роману Крістіна Магдалена Генн та Леа Шмідбауер. Фільм вийшов у прокат 27 липня 2017 року.

## Сюжет
Міка досі не знає, чого саме вона шукає в житті, і без зайвих слів відвертається від Гут Кальтенбаха. Разом зі своїм жеребцем Оствіндом вона вирушає до Андалусії, де хоче знайти легендарне місце Ора, звідки походить коріння Оствінда.
На півдні Іспанії Міка знайомиться з самовпевненою Самантою, яка допомагає своєму батькові Педро утримувати кінну ферму. Педро, однак, роками перебуває в запеклому протистоянні зі своєю сестрою Тарою, яка вважає за краще жити на волі зі своїми кіньми замість того, щоб тримати їх у стайні.
Коли корпорація загрожує природному ландшафту, у Міки з'являється геніальна ідея: легендарне джерело Ора потрібно врятувати за допомогою кінних перегонів. Міка нарешті залишає Оствінда в його будинку з Тарою. Повернувшись у Гут Кальтенбах, Міка дізнається, що перед від'їздом Оствінд привів потомство, і називає лоша Орою.

## У ролях
| Актор            | Роль                         |
| ---------------- | ---------------------------- |
| Ганна Бінке      | головна роль Міка Шварц      |
| Леа ван Акен     | Саманта                      |
| Амбер Бонґард    | Фанні                        |
| Марвін Лінке     | Сем                          |
| Ніколетт Кребіц  | Тара                         |
| Яніс Нівенер     | Мілан                        |
| Корнелія Фробесс | бабуся Ніки Марія Кальтенбах |
| Томас Сарбахер   | батько Саманти Педро         |
| Мартін Файфель   | урядовий уповноважений       |
| Тіло Прюкнер     | дід Сема Пан Каан            |
| Мікеле Олівері   | бургомістр                   |

## Передумови
Зйомки проходили в Німеччині та Іспанії, в тому числі в листопаді 2016 року в головному об'єкті Гут Вайцродт (маєток Кальтенбах), головному конезаводі Альтефельд поблизу Герлесгаузена на півночі Гессену та маєтку Кензі Діслі Буена Суерте в Андалусії.

## Кіномузика
До фільму випущено однойменний компакт-диск «Східний вітер — Спадщина Ори» (нім. Ostwind — Aufbruch nach Ora) з саундтреком.

## Продовження
У 2019 році на екрани кінотеатрів вийшло чергове продовження серіалу під назвою «Східний вітер 4: Легенда про воїна». Фільм знято за мотивами однойменного роману письменниці Леа Шмідбауер. Режисером цього разу виступила Тереза фон Ельц.